# 越智今治森林組合
越智今治森林組合（おちいまばりしんりんくみあい）は、愛媛県今治市玉川町法界寺に本所を置く森林組合。

## 沿革
- 2002年
  - 4月 - 今治、朝倉、玉川、大西、菊間の5森林組合が合併し、「越智今治森林組合」が誕生[1]。
  - 11月 - 新事務所が落成[2]。